# Jesper Schultz
Pour les articles homonymes, voir Schultz.
Jesper Schultz (né le 27 février 1996 à Tornum) est un coureur cycliste danois, actif dans les années 2010 et 2020.

## Biographie
En 2018, il remporte le classement des jeunes du Tour de Norvège.
En 2020, il rejoint la formation danoise Riwal Readynez, qui obtient le statut d'équipe continentale professionnelle (deuxième division). L'équipe redevient une équipe continentale (troisième division) en 2021 et il se classe notamment 19e du Tour de Norvège. En septembre de la même année, lors du Tour de Bretagne, il est victime d'une lourde chute, entrainant une fracture de l'humérus et une perte de mobilité de la main. L'équipe Riwal ne prolongeant pas son contrat à la fin de la saison, il se retrouve sans équipe pour 2022.
En mars 2022, il fait son retour au sein l'équipe continentale danoise ColoQuick et arrête sa carrière à l'issue de la saison.

## Palmarès et résultats

### Palmarès par année
- 2019
  - 3e étape du Randers Bike Week

### Classements mondiaux
| Année                                 | 2016  | 2017  | 2018  | 2019  | 2020 | 2021  |
| ------------------------------------- | ----- | ----- | ----- | ----- | ---- | ----- |
| Classement mondial                    | 2586e | 1148e | 2315e | 1370e | nc   | 2120e |
| UCI Europe Tour                       | 1736e | 741e  | 1552e | 938e  | nc   | 1439e |
|                                       |       |       |       |       |      |       |
| Légende : nc = non classéSource : UCI |       |       |       |       |      |       |